# Championnat de Belgique de football de troisième division 1943-1944
Navigation
saison précédente saison suivante
Cette page présente la seizième édition du championnat de Promotion (D3) belge.
C'est le troisième et dernier "championnat de guerre" du 3e niveau national.
Plus encore que dans les deux autres divisions supérieures, cette saison est indirectement marquée par l'évolution du conflit mondial. Les avancées alliées en Afrique du Nord et puis en Italie augmente les tensions avec l'occupant nazi. Du Sud souffle, ce vent de liberté tant attendue.
Les compétitions dans les quatre séries sont perturbées. La cause principale des soucis est l'augmentation notable des difficultés à voyager, en raison des refus de plus en plus fréquents des Allemands et des nombreux contrôles qui sont effectués. Les Allemands se méfient de la pression mise par les mouvements de résistance. Celle-ci s'accroît et les lignes de chemin de fer sont encore plus souvent sabotées que lors des années précédentes. Si les clubs de l'élite parviennent encore à vivre une saison quasi "normale" en raison de leur statut, les équipes des divisions inférieures sont beaucoup plus pénalisée.
Dans de nombreux cas, comme pour la population, la « débrouille » est le principal moyen de survie pour les clubs. De nombreux déplacements s'effectuent à vélo si les distances le permettent, ou alors dans la benne d'un camion ! Pour les équipes des villes, un déplacement vers un cercle rural est toujours le bienvenu. Il permet souvent d'obtenir ou d'échanger des denrées (légumes, viandes, lait, beurre...) qui se raréfient toujours davantage en agglomération urbaine. Certaines rencontres de championnat sont remises et plusieurs fois reportées, mais les clubs jouent des rencontrent amicales en échange de cageots de fruits, ou d'un sac de pommes de terre, ou alors, grand luxe, de quelques kilogrammes de sucre.
Les classements de trois des quatre séries restent incomplets car des parties, plusieurs fois remises, ne sont finalement jamais jouées. La Fédération belge avalise et officialise ses tableaux, car les matches non-disputés n'ont pas d'influence sur le classement final et l'attribution du titre. Toutefois, la série B est jouée intégralement. Ce n'est pas étonnant car c'est le seul groupe où la lutte pour la première place reste vive jusqu'au terme de la dernière journée. À l'occasion de son dernier match, le néo-promu d'Everbeur Sport laisse filer le titre en s'inclinant (5-1) à Bevel (un autre nouveau venu).Un succès aurait sacré le cercle brabançon, mais c'est finalement le Racing Lokeren (futur "Sporting" actuellement en D1) qui est couronné.
Les quatre champions sont promus au 2e niveau national, alors que l'Fédération belge décide qu'aucune formation n'est reléguée.

## Participants 1943-1944
60 clubs participent à ce championnat, soit un de plus que lors de l'éditition précédente.

### Série A
| #  | Nom                                           | Mat. | Ville     | Stades               | En D3 depuis    | Total en D3 | Province        |
| -- | --------------------------------------------- | ---- | --------- | -------------------- | --------------- | ----------- | --------------- |
| 1  | Royal Cercle Sportif Hallois                  | 120  | Hal       | ??                   | 1943-1944 (1re) | 4 saisons   | Brabant         |
| 2  | Royal Racing Club de Gand                     | 11   | Gand      | Emmanuel Hielstadion | 1938-1939 (4e)  | 4 saisons   | Fl. orientale   |
| 3  | Royale Union Sportive Tournaisienne           | 26   | Tournai   | stade G. Horlait     | 1936-1937 (6e)  | 14 saisons  | Hainaut         |
| 4  | Koninklijke Vanneste Genootschap Oostende     | 31   | Ostende   | ??                   | 1938-1939 (4e)  | 11 saisons  | Fl. occidentale |
| 5  | Koninklijke Atletische Vereniging Dendermonde | 57   | Termonde  | ??                   | 1942-1943 (2e)  | 9 saisons   | Fl. orientale   |
| 6  | Royale Union Sportive Halloise                | 87   | Hal       | ??                   | 1937-1938 (5e)  | 5 saisons   | Brabant         |
| 7  | Royal Knokke Football Club                    | 101  | Knokke    | ??                   | 1937-1938 (5e)  | 11 saisons  | Fl. occidentale |
| 8  | Sportkring Roulers                            | 134  | Roulers   | Schierveld           | 1941-1942 (3e)  | 7 saisons   | Fl. occidentale |
| 9  | Royal Football Club Roulers                   | 286  | Roulers   | Rodenbachstadion     | 1942-1943 (2e)  | 2 saisons   | Fl. occidentale |
| 10 | Royal Crossing Football Club Ganshoren        | 451  | Ganshoren | ??                   | 1942-1943 (2e)  | 2 saisons   | Brabant         |
| 11 | Koninklijke Humbeek Football Club             | 39   | Humbeek   | ??                   | 1943-1944 (1re) | 5 saisons   | Brabant         |
| 12 | Stade Kortrijk                                | 161  | Courtrai  | ??                   | 1943-1944 (1re) | 6 saisons   | Fl. occidentale |
| 13 | Sportkring Geraardsbergen                     | 290  | Grammont  | ??                   | 1943-1944 (1re) | 2 saisons   | Fl. orientale   |
| 14 | Enghien Sports                                | 339  | Enghien   | ??                   | 1943-1944 (1re) | 1 saison    | Hainaut         |
| NC | Royal Sporting Club Méninois                  | 56   | Menin     | ??                   | 1935-1936       | NC          | Fl. occidentale |

- Le R. SC Méninois n'est pas en mesure de s'aligner. Cette saison ne peut donc lui être comptabilisée. Sa série de présences doit donc repartir de « 1 » lors de la saison suivante (1945-1946).

### Localisations Série A
| \| Knokke FC VG Oostende SK Roulers FC Roulers St. Courtrai Humbeek Cr. Ganshoren U. Halloise CS Hallois Enghien Grammont US Tournai RC Gand Termonde \| Localisation des clubs engagés en Promotion A 1943-1944 |
| Knokke FC VG Oostende SK Roulers FC Roulers St. Courtrai Humbeek Cr. Ganshoren U. Halloise CS Hallois Enghien Grammont US Tournai RC Gand Termonde                                                               |

### Série B
| #  | Nom                                              | Mat. | Ville       | Stades        | En D3 depuis    | Total en D3 | Province      |
| -- | ------------------------------------------------ | ---- | ----------- | ------------- | --------------- | ----------- | ------------- |
| 1  | Koninklijke Belgica Football Club Edegem         | 375  | Edegem      | ??            | 1943-1944 (1re) | 2 saisons   | Anvers        |
| 2  | Cappellen Football Club Koninklijke Maatschappij | 43   | Kapellen    | ??            | 1941-1942 (3e)  | 10 saisons  | Anvers        |
| 3  | Racing Club Borgerhout                           | 84   | Borgerhout  | ??            | 1942-1943 (2e)  | 9 saisons   | Anvers        |
| 4  | Willebroekse Sportvereniging                     | 85   | Willebroek  | Henry Pickery | 1936-1937 (6e)  | 6 saisons   | Anvers        |
| 5  | Bouchoutse Voetebalvereniging                    | 121  | Bouchout    | ??            | 1936-1937 (6e)  | 6 saisons   | Anvers        |
| 6  | Racing Club Lokeren                              | 282  | Lokeren     | ??            | 1938-1939 (4e)  | 4 saisons   | Fl. orientale |
| 7  | Sportkring Hoboken                               | 285  | Hoboken     | ??            | 1937-1938 (5e)  | 10 saisons  | Anvers        |
| 8  | Hemiksem Athletic Club                           | 360  | Hemiksem    | ??            | 1930-1931 (12e) | 12 saisons  | Anvers        |
| 9  | Voetbalvereniging Edegem Sport                   | 377  | Edegem      | ??            | 1938-1939 (4e)  | 4 saisons   | Anvers        |
| 10 | Voetbalvereniging Looi Sport Tessenderlo         | 565  | Tessenderlo | ??            | 1938-1939 (4e)  | 4 saisons   | Limbourg      |
| 11 | Wesel Sport                                      | 844  | Mol         | ??            | 1941-1942 (3e)  | 4 saisons   | Anvers        |
| 12 | Football Club Nijlen                             | 1065 | Nijlen      | ??            | 1937-1938 (5e)  | 5 saisons   | Anvers        |
| 13 | Balensche Sportkring                             | 1774 | Balen       | ??            | 1942-1943 (2e)  | 2 saisons   | Anvers        |
| 14 | Oude-Leerlingen Sint-Eduardus Merksem Sportclub  | 544  | Merksem     | ??            | 1943-1944 (1re) | 1 saison    | Anvers        |
| 15 | Football Club Bevel                              | 1640 | Bevel       | ??            | 1943-1944 (1re) | 1 saison    | Anvers        |
| 16 | Everbeur Sport Averbode                          | 2030 | Averbode    | ??            | 1943-1944 (1re) | 1 saison    | Brabant       |

### Localisations Série B
| \| Anvers: · Cappellen FC · RC Borgerhout · OLSE Merksem SC · SK Hoboken · Hemiskem AC · K. Belgica FC Edegem · VV Edegem Sport Lokeren Anvers Bouchout Nijlen Bevel Willebroek Wezel Balen Averbode Looi Sp. \| Localisation des clubs engagés en Promotion B 1943-1944 |
| Anvers: · Cappellen FC · RC Borgerhout · OLSE Merksem SC · SK Hoboken · Hemiskem AC · K. Belgica FC Edegem · VV Edegem Sport Lokeren Anvers Bouchout Nijlen Bevel Willebroek Wezel Balen Averbode Looi Sp.                                                               |

### Série C
| #  | Nom                                       | Mat. | Ville              | Stades                   | En D3 depuis    | Total en D3 | Province   |
| -- | ----------------------------------------- | ---- | ------------------ | ------------------------ | --------------- | ----------- | ---------- |
| 1  | Royal Ixelles Sporting Club               | 42   | Ixelles            | ??                       | 1941-1942 (3e)  | 8 saisons   | Brabant    |
| 2  | Royal Albert Elisabeth Club Mons          | 44   | Mons               | rue du Tir               | 1926-1927 (16e) | 16 saisons  | Hainaut    |
| 3  | Royal Gosselies Sports                    | 278  | Gosselies          | ??                       | 1938-1939 (4e)  | 4 saisons   | Hainaut    |
| 4  | Royale Association Athlétique Louviéroise | 93   | La Louvière        | stade du Tivoli          | 1937-1938 (5e)  | 5 saisons   | Hainaut    |
| 5  | Union Jemappes                            | 136  | Jemappes           | ??                       | 1942-1943 (2e)  | 10 saisons  | Hainaut    |
| 6  | Sporting Club Wasmes                      | 137  | Wasmes             | ??                       | 1942-1943 (2e)  | 2 saisons   | Hainaut    |
| 7  | Union Royale Namur                        | 156  | Namur              | stade des Champs-Elysées | 1931-1932 (11e) | 12 saisons  | Namur      |
| 8  | Sporting Club Louvain                     | 223  | Louvain            | ??                       | 1934-1935 (8e)  | 9 saisons   | Brabant    |
| 9  | Association Marchiennoise des Sports      | 278  | Marchienne-au-Pont | ??                       | 1931-1932 (11e) | 11 saisons  | Hainaut    |
| 10 | Royale Union Sportive Laeken              | 281  | Laeken             | ??                       | 1938-1939 (4e)  | 4 saisons   | Brabant    |
| 11 | Union Wallonne Ciney                      | 460  | Ciney              | stade Lambert            | 1942-1943 (2e)  | 2 saisons   | Namur      |
| 12 | Châtelineau Sport                         | 511  | Châtelineau        | ??                       | 1941-1942 (3e)  | 4 saisons   | Hainaut    |
| 13 | Union Sportive Fossoise                   | 676  | Fosses-la-Ville    | ??                       | 1943-1944 (1re) | 1 saison    | Namur      |
| 14 | Cercle Sportif Libramontois               | 1590 | Libramont          | ??                       | 1943-1944 (1re) | 1 saison    | Luxembourg |

### Localisations Série C
| \| Charleroi: · R. Gosselies Sports · Ass. Marchiennoise des Sp. · + · Châtelineau Sp. US Laeken Ixelles SC SC Louvain Charleroi Mons Wasmes Jemappes La Louv. Namur Fosses Ciney Libramont \| Localisation des clubs engagés en Promotion C 1943-1944 |
| Charleroi: · R. Gosselies Sports · Ass. Marchiennoise des Sp. · + · Châtelineau Sp. US Laeken Ixelles SC SC Louvain Charleroi Mons Wasmes Jemappes La Louv. Namur Fosses Ciney Libramont                                                               |

### Série D
| #  | Nom                                          | Mat. | Ville         | Stades           | En D3 depuis    | Total en D3 | Province |
| -- | -------------------------------------------- | ---- | ------------- | ---------------- | --------------- | ----------- | -------- |
| 1  | Royale Union Hutoise Football Club           | 76   | Huy           | ??               | 1943-1944 (1re) | 7 saisons   | Liège    |
| 2  | Cercle Sportif Andennais                     | 307  | Andenne       | stade J. Pappa   | 1943-1944 (1re) | 9 saisons   | Namur    |
| 3  | Royal Club Sportif Verviétois                | 8    | Verviers      | du Panorama      | 1936-1937 (6e)  | 7 saisons   | Liège    |
| 4  | Royal Football Club Bressoux                 | 23   | Bressoux      | ??               | 1932-1933 (10e) | 15 saisons  | Liège    |
| 5  | Patria Football Club Tongres                 | 71   | Tongres       | ??               | 1936-1937 (6e)  | 10 saisons  | Limbourg |
| 6  | Racing Football Club Montegnée               | 77   | Montegnée     | ??               | 1938-1939 (4e)  | 8 saisons   | Liège    |
| 7  | Association Sportive Herstalienne            | 82   | Herstal       | ??               | 1942-1943 (2e)  | 11 saisons  | Liège    |
| 8  | Stade Waremmien Football Club                | 190  | Waremme       | ??               | 1937-1938 (5e)  | 10 saisons  | Liège    |
| 9  | Football Club Winterslag                     | 322  | Winterslag    | Noordlaanstadion | 1941-1942 (3e)  | 3 saisons   | Limbourg |
| 10 | Koninklijke Vigor Beringen Voetbalvereniging | 330  | Beringen      | ??               | 1942-1943 (2e)  | 2 saisons   | Limbourg |
| 11 | Sint-Truidense Voetbalvereniging             | 373  | Saint-Trond   | ??               | 1937-1938 (5e)  | 11 saisons  | Limbourg |
| 12 | Beeringen Football Club                      | 522  | Beringen      | Mijnstadion      | 1936-1937 (6e)  | 6 saisons   | Limbourg |
| 13 | Ans Football Club                            | 617  | Ans           | ??               | 1942-1943 (2e)  | 2 saisons   | Liège    |
| 14 | Football Club Hannutois                      | 215  | Hannut        | ??               | 1943-1944 (1re) | 1 saison    | Liège    |
| 15 | Football Club Queue-du-Bois                  | 378  | Queue-du-Bois | ??               | 1943-1944 (1re) | 1 saison    | Liège    |
| 16 | Maaseiker Football Club                      | 941  | Maaseik       | ??               | 1943-1944 (1re) | 1 saison    | Limbourg |

### Localisations Série D
| \| Liège: · R. FC Bressoux · Racing FC Montegnée · + · Ans FC · AS Herstalienne Beringen Vigor VV Patria FC St-Truidense Winterslag Maaseik Liège Q-du-Bois Verviers Waremme Hannut U. Hutoise CS Andennais \| Localisation des clubs engagés en Promotion D 1943-1944 |
| Liège: · R. FC Bressoux · Racing FC Montegnée · + · Ans FC · AS Herstalienne Beringen Vigor VV Patria FC St-Truidense Winterslag Maaseik Liège Q-du-Bois Verviers Waremme Hannut U. Hutoise CS Andennais                                                               |

## Classements
- Le nom des clubs est celui employé à l'époque

Légende
- Champion & Promu en Division 1 (D2)
- clubs relégué vers les séries inférieures

Abréviations
 : descendant de Division 1 (D2)
 : Promu depuis les séries inférieures
- Départages: Si nécessaire, les départages des égalités de points se font d'abord en donnant priorité « au plus petit nombre de défaites ».

### Promotion A
| Rang | Équipe                   | Pts | J  | G  | N  | P  | Bp | Bc | Diff |
| ---- | ------------------------ | --- | -- | -- | -- | -- | -- | -- | ---- |
| 1    | R. CS HALLOIS            | 37  | 26 | 16 | 5  | 5  | 60 | 33 | +27  |
| 2    | R. FC Roulers            | 37  | 26 | 18 | 1  | 7  | 68 | 40 | +28  |
| 3    | Union Halloise           | 34  | 26 | 14 | 6  | 6  | 56 | 25 | +31  |
| 4    | K. AV Dendermonde        | 31  | 26 | 12 | 7  | 7  | 56 | 46 | +10  |
| 5    | SK Roulers               | 29  | 26 | 13 | 3  | 10 | 49 | 50 | -1   |
| 6    | SK Geraardsbergen        | 28  | 25 | 11 | 6  | 8  | 56 | 46 | +10  |
| 7    | Stade Kortrijk           | 26  | 26 | 11 | 4  | 11 | 48 | 41 | +7   |
| 8    | K. Humbeek FC            | 26  | 26 | 8  | 10 | 8  | 43 | 45 | -2   |
| 9    | R. Knokke FC             | 24  | 26 | 8  | 8  | 10 | 44 | 55 | -11  |
| 10   | Enghien Sports           | 20  | 26 | 8  | 4  | 13 | 49 | 64 | -15  |
| 11   | R. RC de Gand            | 20  | 26 | 8  | 8  | 14 | 45 | 56 | -11  |
| 12   | R. Crossing FC Ganshoren | 18  | 25 | 6  | 6  | 13 | 50 | 72 | -22  |
| 13   | R. US Tournaisienne      | 17  | 26 | 5  | 7  | 14 | 42 | 58 | -16  |
| 14   | K. VG Oostende           | 13  | 24 | 4  | 5  | 15 | 28 | 63 | -35  |
|      | K. SC Meenen             | 0   | 0  | 0  | 0  | 0  | 0  | 0  | 0    |

- Menin est dans l'incapactité de s'aligner.
  - Les rencontres suivantes n'ont pas été disputées:
    - K. VG Oostende - SK Geeraardsbergen
    - Crossing Ganshoren - K. VG Oostende

### Promotion B
| Rang | Équipe               | Pts | J  | G  | N | P  | Bp | Bc | Diff |
| ---- | -------------------- | --- | -- | -- | - | -- | -- | -- | ---- |
| 1    | RC LOKEREN           | 45  | 30 | 21 | 3 | 6  | 79 | 49 | +30  |
| 2    | Everbeur Sport       | 43  | 30 | 18 | 7 | 5  | 86 | 48 | +38  |
| 3    | Cappellen FC KM      | 40  | 30 | 16 | 8 | 6  | 72 | 41 | +31  |
| 4    | Willebroekse SV      | 34  | 30 | 15 | 4 | 11 | 73 | 61 | +12  |
| 5    | VV Looi Sport        | 33  | 30 | 14 | 5 | 11 | 81 | 74 | +7   |
| 6    | K. RC Borgerhout     | 32  | 30 | 14 | 4 | 12 | 73 | 69 | +4   |
| 7    | Wezel Sport FC       | 30  | 30 | 12 | 6 | 12 | 95 | 80 | +15  |
| 8    | K. Belgica FC Edegem | 29  | 30 | 10 | 9 | 11 | 76 | 60 | +16  |
| 9    | FC Bevel             | 29  | 30 | 11 | 7 | 12 | 66 | 63 | +3   |
| 10   | Balensche Sport      | 29  | 30 | 13 | 3 | 14 | 62 | 70 | -8   |
| 11   | Bouchoutsche VV      | 28  | 30 | 11 | 6 | 13 | 57 | 63 | -6   |
| 12   | FC Nijlen            | 26  | 30 | 11 | 4 | 15 | 53 | 63 | -10  |
| 13   | K. OLSE Merksem SC   | 26  | 30 | 11 | 4 | 15 | 54 | 68 | -14  |
| 14   | Hoboken SK           | 25  | 30 | 9  | 7 | 14 | 55 | 93 | -38  |
| 15   | AC Hemiksem          | 19  | 30 | 8  | 3 | 19 | 58 | 99 | -41  |
| 16   | VV Edegem Sport      | 14  | 30 | 5  | 4 | 21 | 37 | 80 | -43  |

- Cette série est la seule des quatre où toutes les rencontres se sont déroulées.

### Promotion C
| Rang | Équipe                        | Pts | J  | G  | N  | P  | Bp | Bc | Diff |
| ---- | ----------------------------- | --- | -- | -- | -- | -- | -- | -- | ---- |
| 1    | UR NAMUR                      | 49  | 26 | 23 | 3  | 0  | 97 | 21 | +76  |
| 2    | R. AEC Mons                   | 32  | 25 | 14 | 4  | 7  | 62 | 25 | +37  |
| 3    | R. Ixelles SC                 | 30  | 26 | 14 | 2  | 10 | 50 | 60 | -10  |
| 4    | R. AA Louviéroise             | 29  | 26 | 11 | 7  | 8  | 52 | 37 | +15  |
| 5    | SC Wasmes                     | 26  | 26 | 11 | 4  | 10 | 65 | 59 | +6   |
| 6    | Ass. Marchiennoise des Sports | 25  | 26 | 12 | 1  | 13 | 74 | 58 | +16  |
| 7    | Union Jemappes                | 24  | 25 | 7  | 10 | 8  | 39 | 46 | -7   |
| 8    | R. US Laeken                  | 24  | 26 | 9  | 6  | 11 | 37 | 59 | -22  |
| 9    | SC Louvain                    | 23  | 23 | 9  | 5  | 9  | 51 | 61 | -10  |
| 10   | UW Ciney                      | 21  | 24 | 7  | 7  | 10 | 37 | 57 | -20  |
| 11   | R. Gosselies Sports           | 20  | 26 | 7  | 6  | 13 | 58 | 66 | -8   |
| 12   | US Fossoise                   | 20  | 26 | 8  | 4  | 14 | 39 | 62 | -23  |
| 13   | Châtelineau Sport             | 17  | 25 | 7  | 3  | 15 | 34 | 57 | -23  |
| 14   | CS Libramontois               | 14  | 25 | 5  | 4  | 16 | 27 | 65 | -38  |

- Plusieurs rencontres n'ont pas été disputées.
  - Deux clubs, Châtelineau Sport et le CS Libramontois, sont pointés comme relégués. Il s'agit davantage d'un choix propre aux cercles concernés qui, ultérieurement, s'estimèrent dans l'incapacité de s'aligner au 3e niveau en 1945.

### Promotion D
| Rang | Équipe               | Pts | J  | G  | N | P  | Bp  | Bc  | Diff |
| ---- | -------------------- | --- | -- | -- | - | -- | --- | --- | ---- |
| 1    | BEERINGEN FC         | 48  | 30 | 23 | 2 | 5  | 118 | 47  | +71  |
| 2    | St-Truidensche VV    | 40  | 29 | 18 | 5 | 6  | 116 | 47  | +69  |
| 3    | Stade Waremmien FC   | 37  | 29 | 17 | 3 | 9  | 91  | 55  | +36  |
| 4    | R. CS Verviétois     | 35  | 30 | 15 | 5 | 10 | 69  | 56  | +13  |
| 5    | Racing FC Montegnée  | 32  | 30 | 14 | 4 | 12 | 77  | 73  | +4   |
| 6    | Ans FC               | 31  | 30 | 13 | 5 | 12 | 68  | 66  | +2   |
| 7    | Maaseiker FC         | 30  | 28 | 15 | 0 | 13 | 74  | 67  | +7   |
| 8    | R. FC Bressoux       | 29  | 28 | 13 | 3 | 12 | 67  | 59  | +8   |
| 9    | R. Union Hutoise     | 29  | 30 | 12 | 3 | 15 | 60  | 81  | -21  |
| 10   | CS Andennais         | 28  | 28 | 13 | 2 | 13 | 85  | 73  | +12  |
| 11   | K. VV Vigor Beringen | 26  | 29 | 12 | 4 | 13 | 58  | 75  | -17  |
| 12   | AS Herstalienne      | 27  | 30 | 14 | 1 | 15 | 82  | 90  | -8   |
| 13   | FC Hannutois         | 26  | 30 | 13 | 0 | 17 | 55  | 62  | -7   |
| 14   | Patria FC Tongres    | 25  | 30 | 10 | 5 | 15 | 82  | 89  | -7   |
| 15   | FC Winterslag        | 16  | 29 | 7  | 2 | 20 | 39  | 89  | -50  |
| 16   | FC Queue-du-Bois     | 8   | 30 | 3  | 2 | 25 | 43  | 147 | -104 |

- Au vu du classement, il semble bien que la R. Union Hutoise (9e) ait bénéficié d'une victoire par forfait contre l'AS Herstalienne (12e) (soit l'inverse du résultat sur le terrain) - Presque toutes les sources donnent le même classement, à savoir Huy 29 points et Herstal 27, alors que le calcul selon victoires (x 2 points) + partages (x 1 point) donne un résultat à l'inverse de ces totaux.

- - Le FC Queue-du-Bois est pointé comme relégué. Il s'agit davantage d'un choix propre au cercle concerné qui, ultérieurement, s'estima dans l'incapacité de s'aligner au 3e niveau en 1945.

- -     - Les rencontres suivantes n'ont pas été jouées:
      - Maeseiker FC - CS Andennais
      - R. FC Bressoux - CS Andennais
      - Stade Waremmien FC - Maeseiker FC
      - R. FC Bressoux - Winterslag FC
      - K. St-Truidense VV - K. VV Vigor Beringen

## Résumé de la saison
- Champion A: R. CS Hallois (2e titre en D3)
- Champion B: RC Lokeren (1e titre en D3)
- Champion C: UR Namur (1e titre en D3)
- Champion D: Beeringen FC (1e titre en D3)

- Dixième titre de "D3" pour la Province de Brabant.
- Septième titre de "D3" pour la Province de Flandre orientale.
- Septième titre de "D3" pour la Province de Limbourg.
- Troisième titre de "D3" pour la Province de Namur.

| Région flamande (29) | Région flamande (29) | Province de Brabant (8)           | Province de Brabant (8) | Région wallonne (23)   | Région wallonne (23) |
| --- | -------------------- | --------------------------------- | ----------------------- | ---------------------- | -------------------- |
| Province d'Anvers | 13                   | Province de Brabant               | 7                       | Province de Hainaut    | 9                    |
| Province de Flandre-Occidentale | 5                    | dont Région de Bruxelles-Capitale | 3                       | Province de Liège      | 9                    |
| Province de Flandre-Orientale | 4                    | dont Province du Brabant flamand  | 5                       | Province de Luxembourg | 1                    |
| Province de Limbourg | 7                    | dont Province du Brabant wallon   | 0                       | Province de Namur      | 4                    |
| Rappel: En Belgique, le principe d'une frontière linguistique est créé par la Loi du 21 juillet 1921, mais elle n'est définitivement fixée que par les Lois du 8 novembre 1962. Cette « frontière » voit ses effets principaux se marquer à partir de 1963 avec, par exemple, les passages de Mouscron en Hainaut ou de Fourons au Limbourg. La Belgique ne devient un État fédéralisé qu'à partir de 1970 lorsqu'est appliquée la première réforme constitutionnelle. À ce moment, l'ajout de l'« Article 59bis » crée les « Communautés » alors que le plus délicat, car longtemps et âprement débattu, « Article 107quater » établit les « Régions ». La Région de Bruxelles-Capitale ne voit le jour qu'en 1989. La scission de la Province de Brabant en deux (flamand et wallon) n'intervient officiellement qu'au 1er janvier 1995. |                      |                                   |                         |                        |                      |

## Débuts en séries nationales (et donc en Division 3)
Neuf clubs font leurs débuts en séries nationales :
- FC Bevel & K. OLSE Merksem SC (40e et 41e clubs de la Province d'Anvers) - 30e et 31e Anversois en D3 ;
- Everbeur Sport (34e club de la Province de Brabant) - 24e Brabançon en D3 ;
- Enghien Sports (21e club de la Province de Hainaut) - 21e Hennuyer en D3 ;
- FC Hannutois & FC Queue-du-Bois (26e et 27e clubs de la Province de Liège) - 24e et 25e Liégeois en D3
- Maaseiker FC (15e club de la Province de Limbourg) - 14e Limbourgeois en D3 ;
- CS Libramontois (7e club de la Province de Luxembourg) - 7e Luxembourgeois en D3 ;
- US Fossoise (11e club de la Province de Namur) - 11e Namurois en D3 ;

## Montée vers le…/ Relégation du 2eniveau
Les quatre champions (Beeringen, le CS Hallois, le RC Lokeren et l'UR Namur) montent en Division 1 (D2), d'où aucune équipe n'est reléguée.

## Relégations vers / Montées depuis les séries inférieures
À l'exception des trois clubs (Châtelineau Sport, CS Libramontois, FC Queue-du-Bois) qui reculèrent volontairement, aucune équipe n'est reléguée « sportivement » vers les séries inférieures en vue de la saison suivante.
Peu après la fin de la Seconde Guerre mondiale en Europe, en mai 1945, certaines voix se font entendre au sein de l'URBSFA. Elles demandent le retour pur et simple à la situation de mai 1939, comme cela avait été appliqué en 1919, à la suite de la Première Guerre mondiale.
Mais à cette époque aucune compétition officielle n'avait eu lieu pendant les quatre années de guerre. Afin de ne léser aucun club, la fédération décide deux choses importantes:
- laisser monter les clubs qui aurait dû le faire pour la saison 1939-1940 (qui fut annulée).
- annuler les relégations subies durant les trois « championnats de guerre » (soit les saisons: 41-42, 42-43 & 43-44).

Les séries nationales sont ainsi recomposées et comptent jusqu'à 19 équipes.

### Clubs repêchés
Onze clubs sont « repêchés », il s'agit des dix formations reléguées lors de la saison saison 1942-1943 et de Menin incapable de s'aligner en 1943-1944.
| Provinces                       | Montant                                       |
| ------------------------------- | --------------------------------------------- |
| Province d'Anvers               | FC Klein-Brabant, FC Wilrijk, VV OG Vorselaar |
| Province de Brabant             | SCUP Jette                                    |
| Province de Flandre-Occidentale | K. SC Meenen, Stade Mouscronnois              |
| Province de Flandre-Orientale   |                                               |
| Province de Hainaut             |                                               |
| Province de Liège               | Milmort FC, FC St-Nicolas, SRU Verviers       |
| Province de Limbourg            |                                               |
| Province de Luxembourg          | Jeunesse Arlonaise                            |
| Province de Namur               | CS Florennois                                 |

### Clubs autorisés à monter
Douze clubs sont promus depuis les séries inférieures.
| Provinces                       | Montant                                    |
| ------------------------------- | ------------------------------------------ |
| Province d'Anvers               | FC Duffel, Mol Sport                       |
| Province de Brabant             | Aarschot Sport, HO Diest                   |
| Province de Flandre-Occidentale | FC Izegem                                  |
| Province de Flandre-Orientale   | Excelsior AC St-Niklaas                    |
| Province de Hainaut             | FC Houdinois                               |
| Province de Liège               | Aywaille FC, FC Melen-Micheroux, R. Spa FC |
| Province de Limbourg            | Hasseltse VV                               |
| Province de Luxembourg          | CS Saint-Louis Athus                       |
| Province de Namur               |                                            |

## Incapacité de s'aligner
Le SC Meenen (matricule 56) est dans l'incapacité d'aligner une équipe lors de cette compétition 1943-44. Le club n'est pas sanctionné et est autorisé à rejouer au 3e niveau national lors de la saison 1945-1946.